# Enogia
Enogia est une entreprise française qui fabrique des turbines pour transformer la chaleur fatale en électricité.

## Historique
Enogia est fondée en 2009 par Arthur Leroux, Antonin Pauchet et Nicolas Goubet, tous diplômés de l'Ensam, où ils se sont connus lors de leurs études débutées au centre de Lille. Ils s'appuient sur le réseau des investisseurs liés à leur école (Arts et Métiers Business Angels) et gagnent en 2011 un concours d'innovation organisé par la région Île-de-France et Bpifrance, qui leur permet de réaliser le premier prototype.
En 2014, Enogia conclut un partenariat scientifique et technique avec l'IFPEN. En 2017, elle reçoit le prix sectoriel Greentech du Deloitte Technology Fast 50. En 2018, le groupe industriel Faurecia entre au capital d'Enogia.
En 2021, la société s'introduit en bourse sur le marché Euronext Growth.

## Activités
L'entreprise produit des micro-turbines à cycle organique de Rankine, dans une gamme de puissance allant de 10 à 180 kW électriques. Ces micro-turbines utilisent la chaleur fatale perdue par des procédés industriels, pour produire de l'électricité . Elles peuvent également être utilisées pour augmenter la valorisation électrique du biogaz et en géothermie. Des études sont en cours pour récupérer de l'énergie dans le secteur du transport (train, et poids lourd).
En 2020, ENOGIA communique sur une déclinaison de sa technologie de micro-turbomachines à destination des marchés de l'hydrogène, plus particulièrement pour la réalisation de compresseurs pour piles à combustible.
L'entreprise est basée à Marseille et emploie 48 personnes en 2021, sous la direction d'Arthur Leroux (PDG) et Antonin Pauchet (DG délégué), passant à 60 personnes en 2024.